# Anssi Koivuranta
Anssi Koivuranta, född 3 juli 1988 i Uleåborg, är en finsk pilot, backhoppare och tidigare nordisk kombinationsåkare. Koivurantas största merit är att ha vunnit världscupen sammanlagt säsongen 2008-2009. Han har även en världscupseger i backhoppning från Innsbruck 2014. 2015 lade han ner karriären och utbildade sig snabbt till pilot. Efter en tid med Ryanair är Koivuranta nu andrepilot för Finnair.

## Tidigt liv och karriär
Koivuranta, som är född i Uleåborg tävlar för sportklubben Kuusamon Erä Veikot från Kuusamo, Finland. Han började med backhoppning vid sex års ålder men gick sedan över till nordisk kombination. Han bröt armen under sitt första år som backhoppare. 
Koivuranta gjorde sin internationella debut i B-Världscupen i mars 2003. Han tävlade i högsta världscup-nivån för första gången i Kuusamo år 2003 men blev då diskvalificerad eftersom han hade för långa skidor i förhållande till sin vikt och längd. I februari 2004 vann han en bronsmedalj i Junior-VM i Stryn, Norge i slutet på säsongen 2003-04. Koivuranta debuterade på riktigt i Världscupen i Lahtis 2004 då han kom på en 23:e plats.

## Internationell karriär

### Karriärstart
Redan i december samma år, i ett tidigt skede av världscupsäsongen 2004-05, kom han med bland de tio bästa för första gången. Han tog nämligen en åttonde plats i en tävling i Trondheim. Samma säsong tog han också sin första pallplats, en tredje plats i Sapporo. En månad efter det kom han på sjätte plats i en sprinttävling (1 hopp, 7,5 m längdåkning) i världsmästerskapen i Oberstdorf. Innan säsongen var över hann han dessutom få en bronsmedalj i junior-VM i Rovaniemi, Finland.

### 2005-08
Världscupsäsongen 2005-06 öppnade Koivuranta starkt med en andra plats på hemmaplan i Kuusamo, i november. Under säsongens gång tog han även ytterligare en andra plats och två tredjeplatser. Han tog också brons i 4 X 5 lagtävlingen under vinter-OS i Turin, 2006. Koivuranta var hela säsongen konstant med bland topp 15 i alla världscuptävlingar, med några få undantag. Vid världsmästerskapen i Sapporo 2007 såg Koivuranta till att tillsammans med det finska laget, vinna guld i lagtävlingen. Han tog även brons på individuell normaldistans. Han kom även fyra i sprinten. Vid hans sista Junior mästerskap i Tarvisio, Italien 2007 tog Koivuranta silver och guld i sprint, respektive normaldistans. Under världscupsäsongen 07-08 höll han samma stabila nivå och tog två andra platser. 

### Världscupseger och karriär efter 2008
Koivuranta var en mycket bra hoppare men som tidigare hade relativt stora problem att hänga med i längdspåret. Koivuranta koncentrerade sig därför på att förbättra sin längdskidåkning. Från 2005 till 2008 har han blivit lite bättre i längdåkningen för varje år. Under världscupsäsongen 2008-09 så kom genombrottet även i skidspåren och Koivuranta blev en av de bättre längdåkarna samtidigt som han behöll sin goda kvalité i hoppbacken. Detta till viss del tack vare en separat längdåkningstränare som kommit till finska kombinationslandslaget. Koivuranta vann sin första världscuptävling på hemmaplan i Kuusamo i november 2008. Han följde upp med segrar i Trondheim och Oberhof i december. Samt med segrar i Schonach im Schwarzwald och Chaux Neuve i januari. Sedan kom även två segrar till, i Vikersund och i Klingenthal (Vogtlandarena). Världsmästerskapen i Liberec blev en flopp för Koivuranta. Han tog ingen medalj alls, två fjärdeplatser som bäst. Den femtonde mars, vid säsongens sista världscuptävling i Vikersund blev det klart att han vinner världscupen sammanlagt år 2008-09. Även om Koivuranta bara blev åtta i den tävlingen så räckte det för att hålla värsta konkurrenten Magnus Moan bakom sig. Koivuranta vann till slut med hundra poäng till godo på Moan.
Säsongen efter gick Koivuranta över från nordisk kombination till backhoppning.

#### Backhoppningsvinst
Koivuranta vann även de finska mästerskapen i backhoppning under säsongen. Han bevisade då att kombinationsåkare inte alls behöver vara så mycket sämre än riktiga backhoppare. Han slog storfavoriten och tvåan Harri Olli med 13 poäng och trean Tami Kiuru med 19. Koivuranta fick då erbjudande att vara med l lagtävlingen i VM i backhoppning i Liberec. Ett erbjudande som han dock ratade.

## Backrekord
Koivurantas personliga rekord är på 150 meter. Han har backrekordet i Kanzlergrund (Oberhof) med 147 meter. Han har också backrekordet i en av backarna i Vikersund med 122,5 meter. Han har dessutom gjort det längsta hoppet någonsin i Vogtlandarena (Klingenthal) med 148,5 meter. Koivuranta föll dock eftersom trycket på hans ben blev för stort. Något som Koivuranta var riktigt förbannad över efteråt och sa att juryn borde haft en lägre avsats (fart) så att han inte hoppat så långt eftersom skaderisken även är stor vid sådana långa hopp.